# Korean Air
Korean Air je najveći zračni prijevoznik iz Južne Koreje sa sjedištem u Seoulu. Kompanija leti prema 130 destinacija (uključujući cargo) u 45 zemalja svijeta. Korean Air je jedan od rijetkih zračnih prijevoznika u svijetu koji ima destinacije na svih šest naseljenih kontinenata. Ostali su: British Airways, Delta Air Lines, Emirates, Etihad Airways, Qantas Airways, Qatar Airways, Singapore Airlines, South African Airways i United Airlines.
Svrstava se u top 20 zračnih prijevoznika u svijetu po broju prevezenih putnika. Proglašen je za najboljeg zračnog prijevoznika u Aziji u 2012. godini.

## Povijest
Korean Air je osnovala je Vlada Južne Koreje 1962. kao Korean Air Lines te je zamijenio postojeći Korean National Airlines, koji je osnovan 1946. Hanjin Transport Group je preuzela kontrolu nad kompanijom 1. ožujka 1969. Prvi let na dugoj relaciji (Los Angeles) ostvaren je 19. travnja 1972.
Međunarodni letovi za Hong Kong, Taiwan, i Los Angeles obavljani su sa zrakoplovima Boeing 707, sve do predstavljanja Boeing 747 zrakoplova 1973. Korean Air je 1975. postao jedan od prvih zračnih prijevoznika u Aziji koji je kupio Airbus A300 zrakoplov. Od 1. ožujka 1984. kompanija i službeno mijenja ime iz Korean Air Lines u Korean Air. 
U ljeto 2013. Korean Air je otkupio 44% udjela u kompaniji Czech Airlines. Korean Air je u postupku prebacivanja zrakoplova u Czech Airlines - jedan Airbus A330-300 je prebačen u lipnju 2013., a planirano je još nekoliko zrakoplova poput Airbus A330-300 ili Boeing 747-400, nakon što oni budu zamijenjeni u Korean Airu s novim Airbus A330-200 i Airbus A380-800 zrakoplovima.

## Flota
Korean Air flota se sastoji od sljedećih zrakoplova (5. lipnja 2016.):
* F, C i Y su kodovi koji označavaju klasu sjedala u zrakoplovima, a odredila ih je Međunarodna udruga za zračni prijevoz.

## Nesreće i incidenti
Korean Air je imao mnogo nesreća sa smrtnim posljedicama između 1970. i 1999. U tom razdoblju 16 zrakoplova je bilo uključeno u razne nesreće pri čemu je izgubljeno 700 života. 1. rujna 1983. Korean Air let 007 je srušili su Sovjeti pri čemu je poginulo 269 osoba. Posljednji incident sa smrtnim posljedicama za putnike je bio 1997. na letu broj 801, dok je posljednji incident koji je za posljedicu imao smrt člana posade bio u prosincu 1999. na letu br. 8509. Nakon toga sigurnost Korean Aira znatno je poboljšana.